# Vamvakoússa
Vamvakoússa är en ort i Grekland.   Den ligger i prefekturen Nomós Serrón och regionen Mellersta Makedonien, i den nordöstra delen av landet, 300 km norr om huvudstaden Aten. Vamvakoússa ligger 16 meter över havet och antalet invånare är 243.
Terrängen runt Vamvakoússa är platt. Runt Vamvakoússa är det ganska tätbefolkat, med 58 invånare per kvadratkilometer. Närmaste större samhälle är Serrai, 11,1 km nordost om Vamvakoússa. Trakten runt Vamvakoússa består till största delen av jordbruksmark.